# Quantanthura pacifica
Quantanthura pacifica is een pissebed uit de familie Anthuridae. De wetenschappelijke naam van de soort is voor het eerst geldig gepubliceerd in 1985 door Johann Wolfgang Wägele.